# Martin Ručinský
Martin Ručinský (Most, 11 marzo 1971) è un ex hockeista su ghiaccio ceco.

## Carriera
Ha vinto due medaglie olimpiche nell'hockey su ghiaccio con la nazionale maschile ceca, conquistando la medaglia d'oro alle Olimpiadi invernali di Nagano 1998 e la medaglia di bronzo alle Olimpiadi invernali di Torino 2006. Ha inoltre partecipato anche alle Olimpiadi invernali 2002 e ha conquistato tre medaglie d'oro (1999, 2001 e 2005) nelle sue partecipazioni ai campionati mondiali. A livello giovanile ha ottenuto la medaglia di bronzo nel 1991 ai mondiali Under-20, come rappresentante della Cecoslovacchia.
Nella sua carriera professionale ha militato in NHL, indossando le casacche di Edmonton Oilers, Québec Nordiques, Colorado Avalanche, Montréal Canadiens, Dallas Stars, New York Rangers, St. Louis Blues e Vancouver Canucks ed in patria con HC Litvínov e HC Vsetín. Si è ritirato nel 2015.